# Ghiacciaio Matanuska
Matanuska Glacier è un ghiacciaio dell'Alaska centro-meridionale che si origina nel gruppo dei monti Chugach (Chugach Mountains).

## Etimologia
Il nome deriva da un termine russo (Matanooski o Mednoviska) derivato a sua volta dalla parola indigena 'Ch'atanhtnu Li'a' con cui ci si riferisce invece al ghiacciaio. Li'a nella lingua locale significa ghiacciaio o ghiaccio. La valle del ghiacciaio è chiamata anche Mat-Su Valley.

## Dati fisici
Il ghiacciaio Matanuska, lungo 43 km e largo 6,4 km è il più grande ghiacciaio accessibile in auto negli Stati Uniti d'America. Si trova vicino all'autostrada Glenn (Glenn Highway), parte dell'autostrada statale Alaska Route 1 a circa 160 km a nord di Anchorage. Il ghiacciaio scorre di circa 30 cm al giorno. A causa dell'inferiore ablazione del ghiacciaio la posizione del fronte negli ultimi tre decenni è rimasta più o meno uguale.
Più o meno 18.000 anni fa percorreva per tutta la lunghezza la valle Matanuska (Matanuska Valley) fino a Palmer. Circa 10.000 anni fa ha incominciato a ritirasi fino ad arrivare nella posizione attuale.

## Accessi e turismo
Al miglio 101 (chilometro 162,5) della Glenn Highway si trova la Matanuska Glacier State Recreation Area. Un posto di sosta e di ristoro in vista del ghiacciaio. Qualche chilometro più avanti una stradina sterrata scende la valle, attraversa il fiume Matanuska e porta ad un parcheggio privato dal quale a piedi si può raggiungere il ghiacciaio (è previsto un pedaggio).

## Alcune immagini

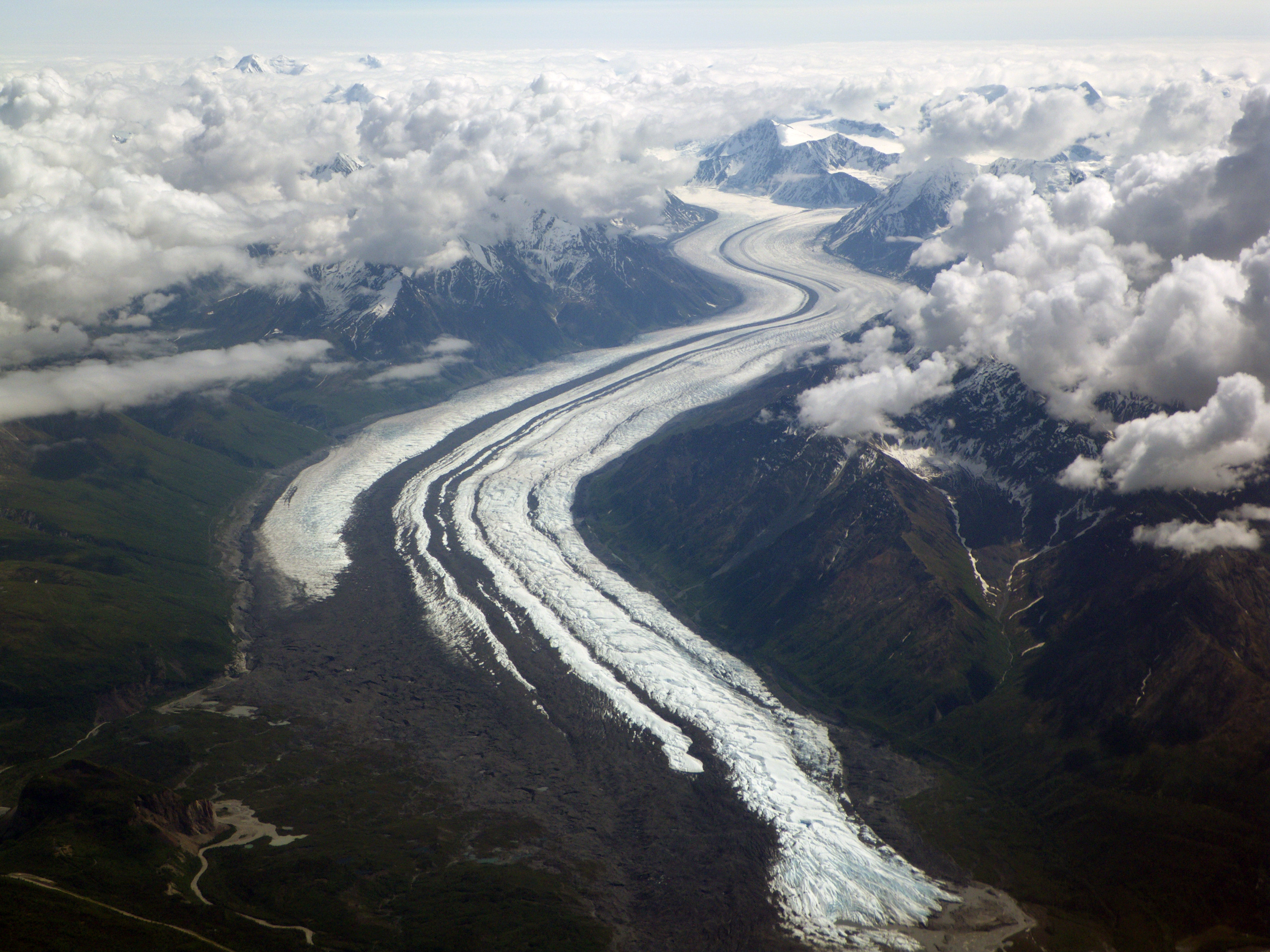
Il ghiacciaio Matanuska visto da 6,1 km d'altezza
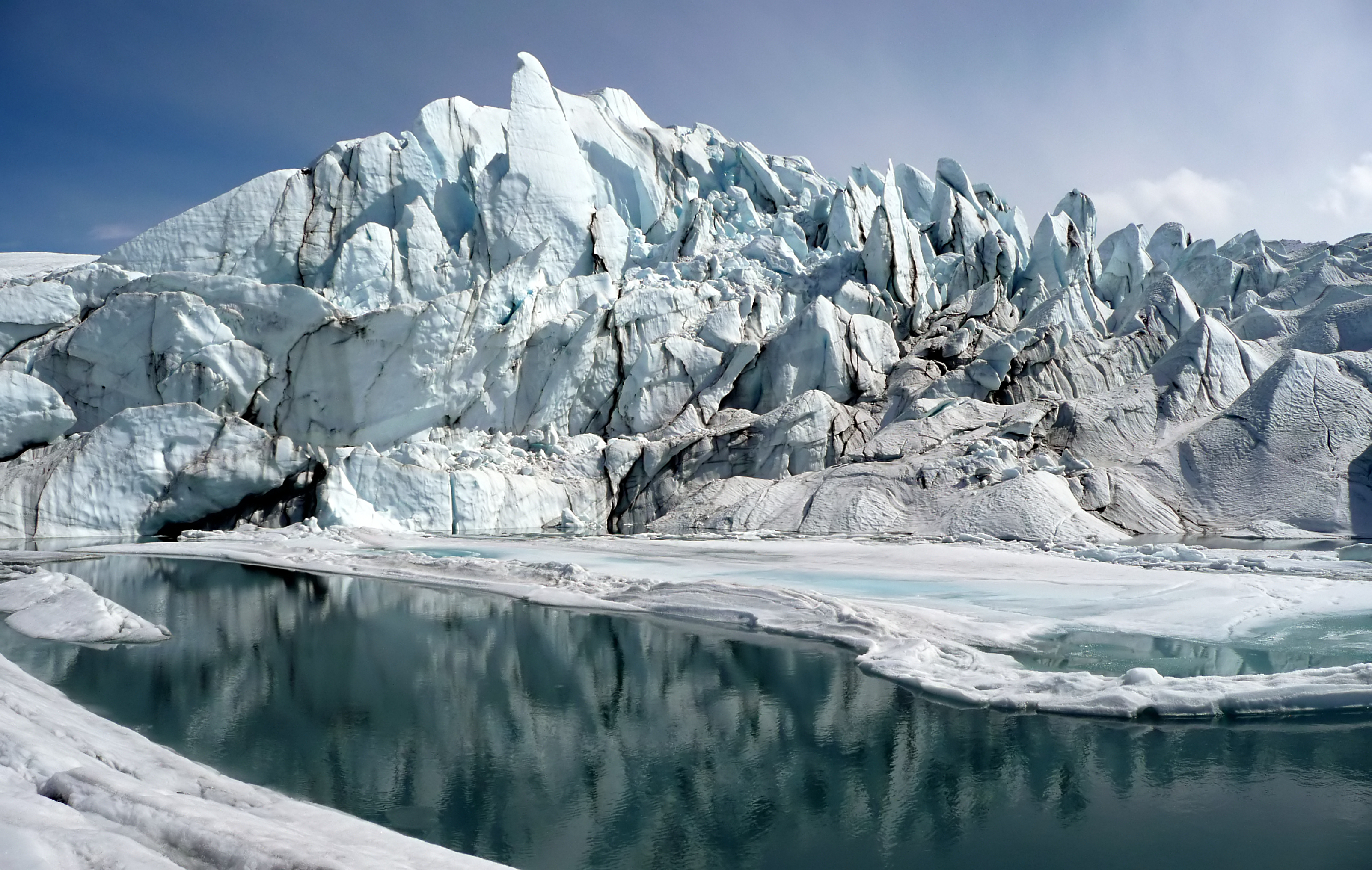
Il fronte del ghiacciaio
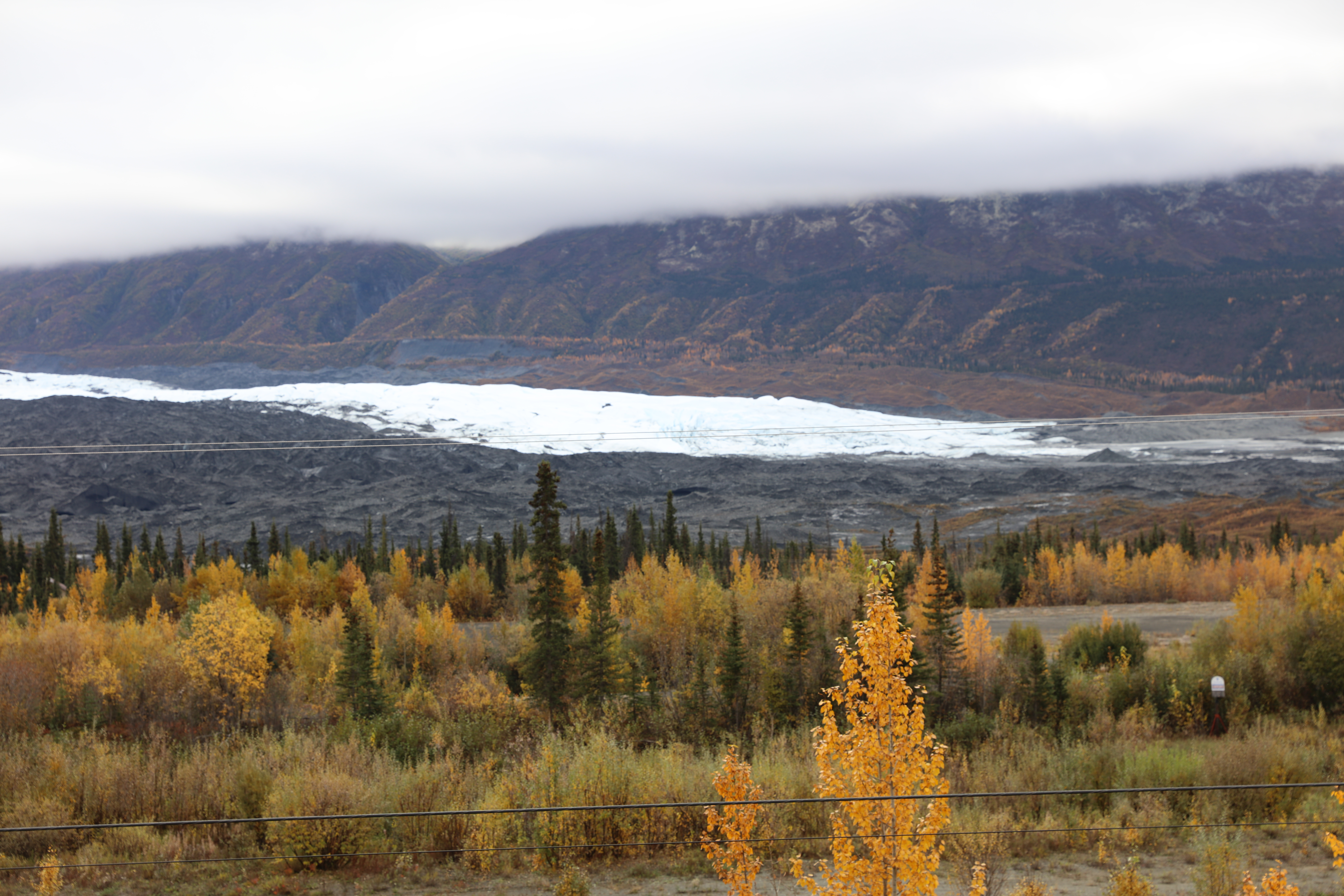
Il ghiacciaio visto dalla Glenn Highway
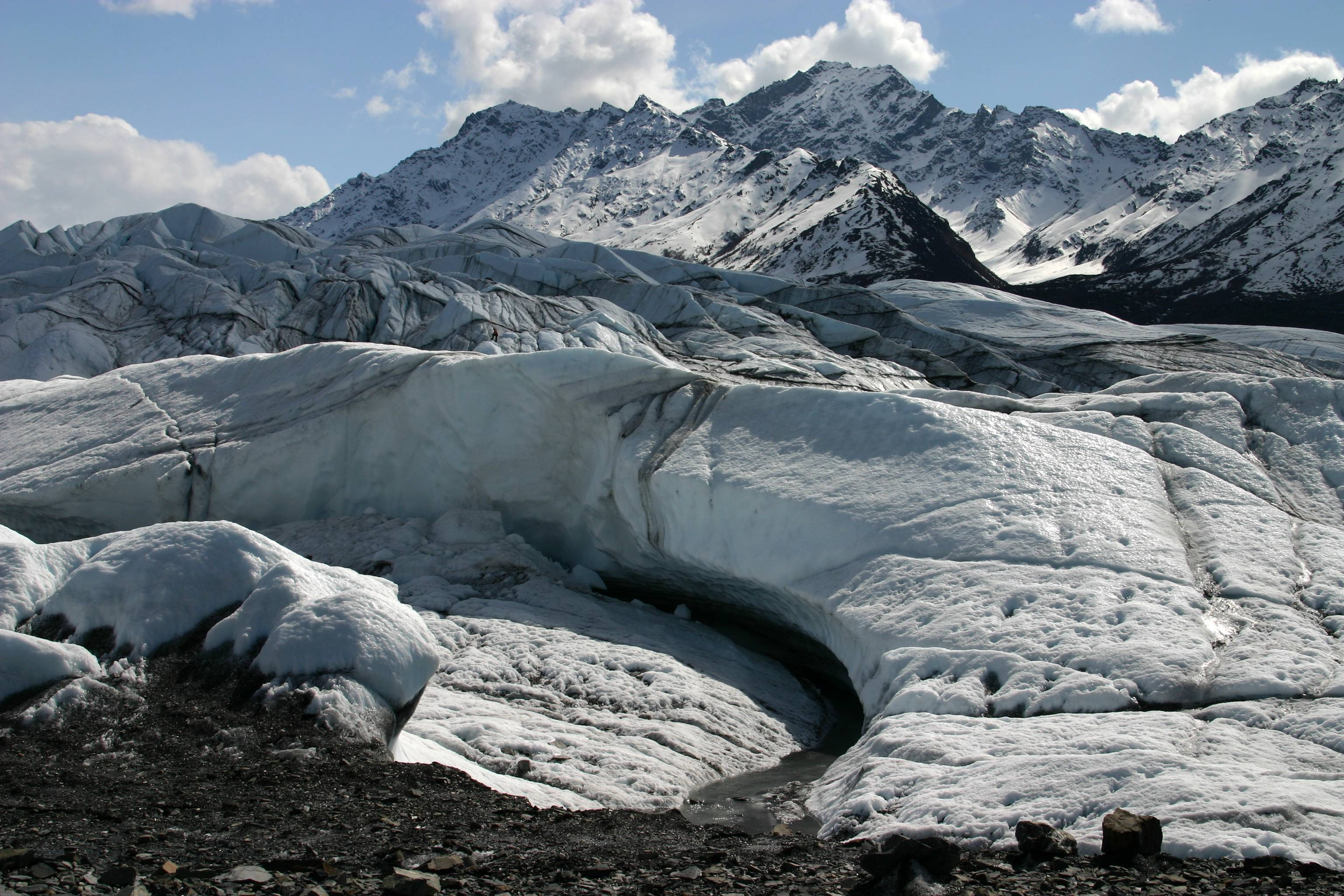
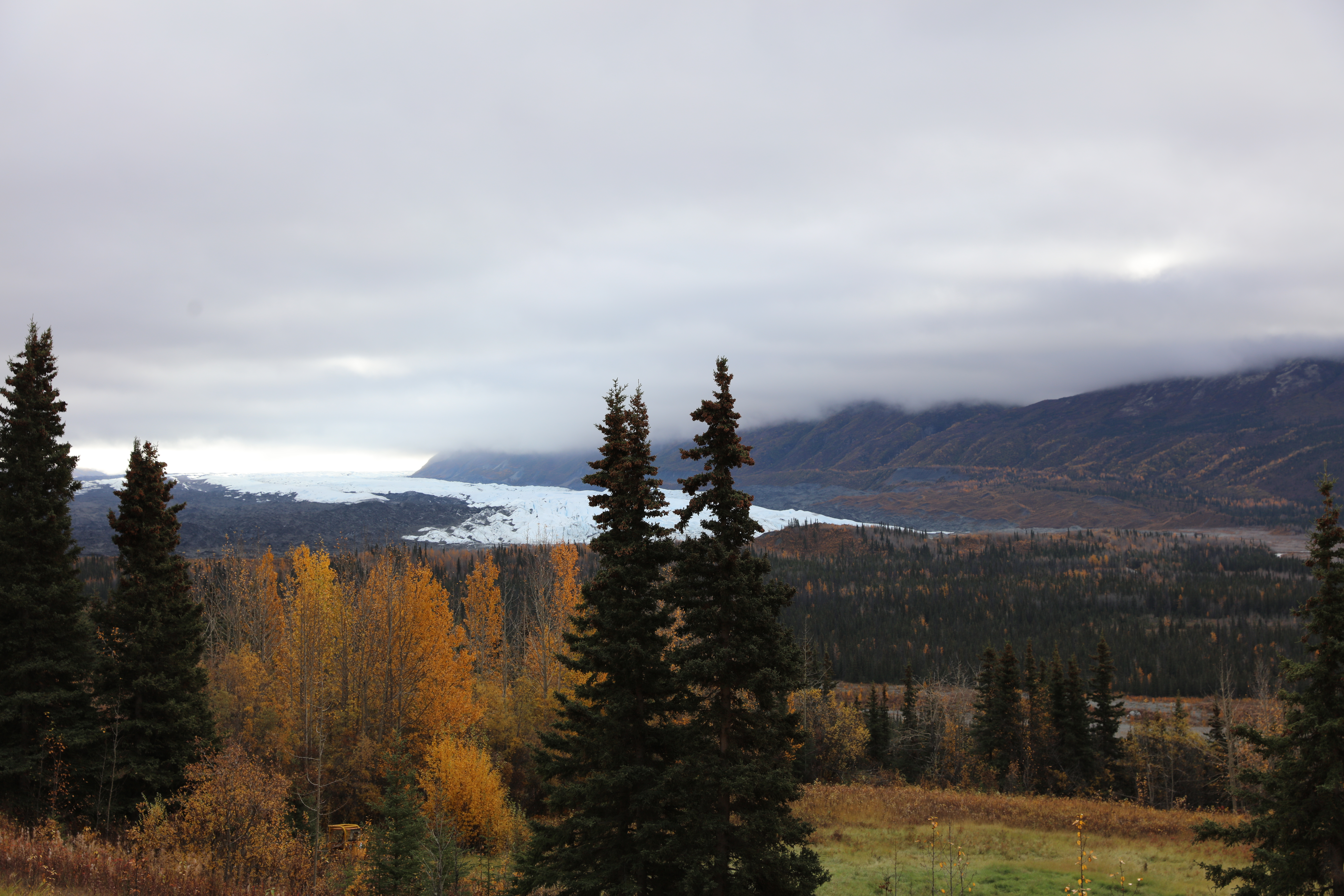
Il ghiacciaio visto dalla Glenn Highway
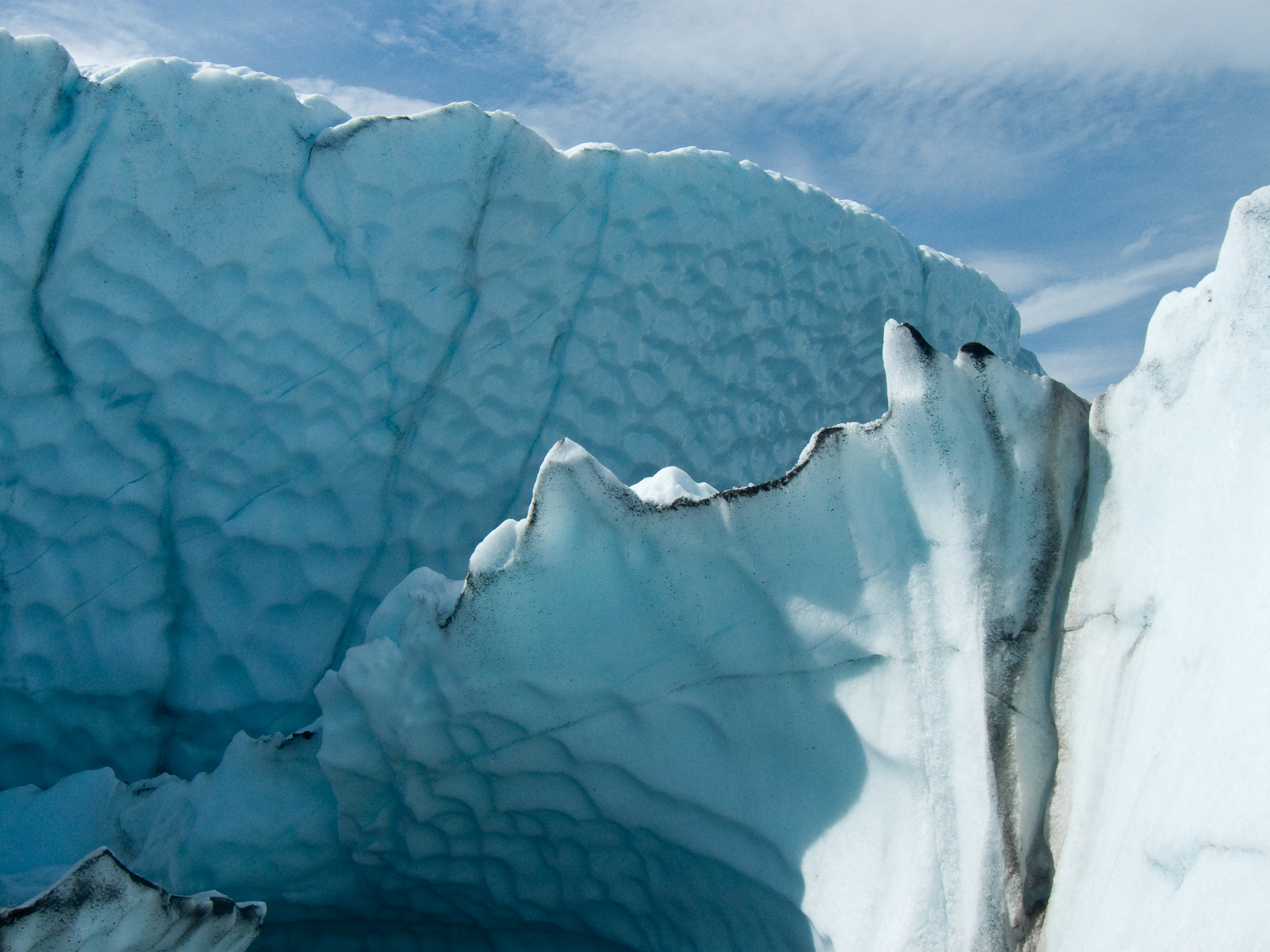
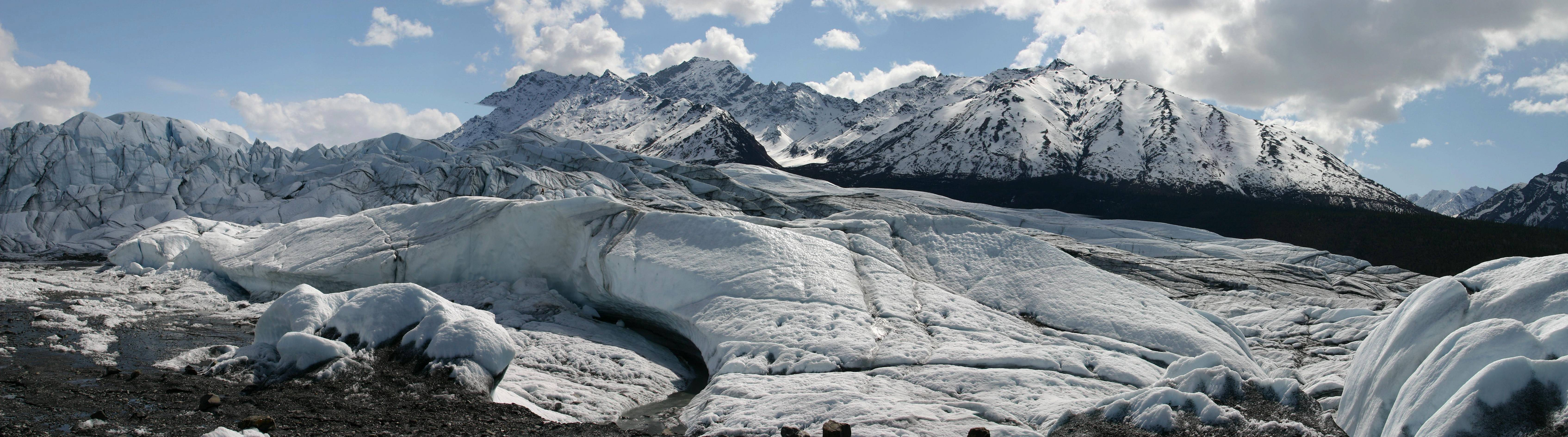
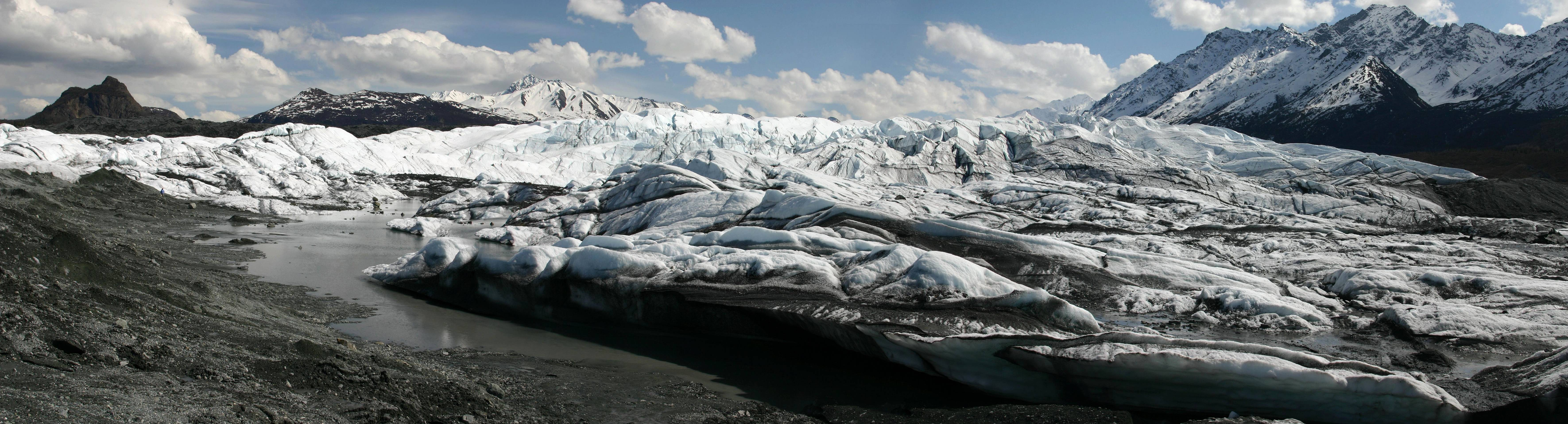
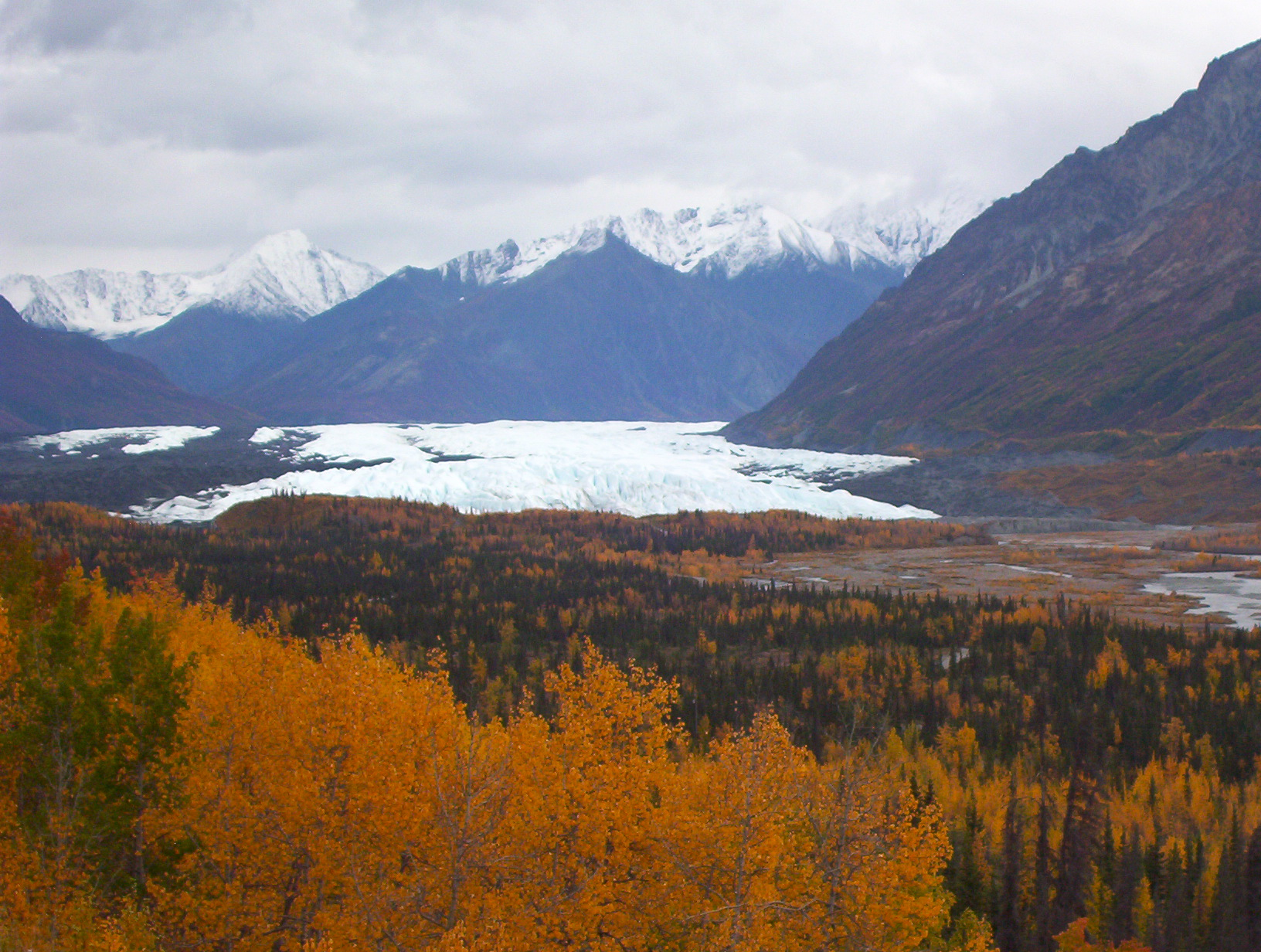